# Cestrotus cutherbertsoni
Cestrotus cutherbertsoni är en tvåvingeart som beskrevs av Charles Howard Curran 1938. Cestrotus cutherbertsoni ingår i släktet Cestrotus och familjen lövflugor.
Artens utbredningsområde är Zimbabwe. Inga underarter finns listade i Catalogue of Life.